# Verhuurhypotheek
Een verhuurhypotheek, ook wel beleggings- of investeerhypotheek, is een hypotheek ter zekerheid van leningen waarmee een woning wordt gefinancierd die wordt gekocht met de bedoeling deze te gaan verhuren. Er gelden andere voorwaarden dan bij een hypothecaire lening voor een woning waar de hypotheekgever zelf gaat wonen, enerzijds omdat de waarde van een woning in verhuurde staat lager is dan van een woning in vrije staat, anderzijds omdat het risico bestaat dat geen huurders worden gevonden voor de woning terwijl de lasten doorlopen. Over het algemeen wordt een lager percentage van de woningwaarde gefinancierd dan bij eigenwoningfinanciering en is de hypotheekrente hoger, van een tot enkele procentpunten. Zo wordt het hogere risico van de geldverstrekker bij deze hypotheekvorm afgedekt. Bij sommige aanbieders kan een eigenwoninghypotheek worden omgezet naar een verhuurhypotheek, onder nieuwe voorwaarden. Door aanbieders wordt verschil gemaakt tussen professionele en niet professionele verhuur, een professional kan alleen op de zakelijke markt lenen.

## Kenmerken en voorwaarden
Bij een verhuurhypotheek spelen twee waarden een belangrijke rol: de waarde van de woning in verhuurde staat en de huurwaarde van de woning. De begrippen lijken op elkaar maar zien op geheel andere waarden. Als waarde van de woning in verhuurde staat geldt het bedrag dat een woning op de markt opbrengt als deze met de huurders wordt verkocht. Als huurwaarde geldt het bedrag dat aan maximale huur gevraagd kan worden voor de woning. De waarde in verhuurde staat hangt deels af van het bedrag dat de woning aan huur kan opbrengen. De maximale hoogte van de lening en het rentepercentage wordt veelal afhankelijk gesteld van beide waarden. De eigen persoonlijke situatie is minder van belang bij deze hypotheekvorm, met uitzondering van het geval dat het inkomen zo hoog is dat naast de hypotheeklasten voor een eigen woning, ook de lasten voor de te verhuren woning kunnen worden gedragen.

### Maximale hoogte lening
Bij een hypotheek voor een eigen woning is het onder omstandigheden mogelijk een bedrag te lenen tot 100% van de marktwaarde in vrije staat van de woning. Bij een verhuurhypotheek zijn onder andere de volgende verschillen:
1. Er wordt rekening gehouden met de marktwaarde in verhuurde staat
2. Er wordt rekening gehouden met de maximale huur die voor de woning kan worden gevraagd
3. Er kan tot maximaal 90% van de waarde in verhuurde staat gefinancierd worden
4. De huurwaarde moet hoger zijn dan de lasten
5. Er wordt geen Nationale Hypotheek Garantie gegeven
6. Er geldt geen hypotheekrenteaftrek voor de overheidsbelasting
7. Er geldt een vermogensrendementsheffing voor de overheidsbelasting

Als vuistregel wordt aangehouden dat de marktwaarde in verhuurde staat 85% is van de reguliere marktwaarde en er kan in de regel maximaal 90% van deze waarde gefinancierd worden. De maximale financiering is met deze uitgangspunten 76,5% van de woningwaarde in onverhuurde staat. Bij een marktwaarde in vrije staat van 100.000 euro is de maximale lening voor verhuur 76.500 euro. 

### Huurwaarde
In Nederland wordt de huurwaarde van een woning bepaald aan de hand van het woningwaarderingsstelsel, beter bekend als de puntentelling. Aan de hand van allerlei kenmerken van een woning worden punten toegekend, bij het totale puntenaantal hoort een maximale huurprijs. Als  een verhuurder meer vraagt dan dit bedrag kunnen huurders bij de Huurcommissie om huurverlaging vragen. Bij een verhuurhypotheek wordt daarom de wettelijk toelaatbare maximale huur aanngehouden. Bij vaststelling van de maximale hoogte van de verhuurhypotheek wordt beoordeeld of de huurwaarde in een goede verhouding staat tot de lasten. In de regel moet de huurwaarde 10 - 25 % hoger liggen dan de rente en aflossing. 